# 경명대로
경명대로(景明大路, 이전 명칭 : 경명로)는 인천광역시 서구 경서동과 경기도 부천시 오정동 박촌교삼거리를 연결하는 도로이다. 도로 명칭은 계양구와 서구의 경계지점에 위치한 일명 '장맹이고개', 즉, 경명현을 지나는 도로라고 해서 유래되었다.

## 특징
본래 이 도로는 공촌로라는 명칭을 사용한 것으로 알려졌다. 인천국제공항고속도로의 북인천 나들목 ~ 김포공항 나들목 구간의 비상 사태시 우회도로를 사용하는데 매우 용이하며, 부천시에서 39번 국도와 연계된다.
그리고 이 도로는 국가지원지방도 제84호선의 일부이다. 또한 이 도로는 청라국제도시역도 연결되어, 공항철도를 자유롭게 이용할 수 있으며, 경인 아라뱃길의 우회도로 및 정서진로의 지선이다. 이 도로는 계양구 용종동 구간에 계양 나들목이 있어 수도권제1순환고속도로를 이용가능하다.

## 역사
- 2009년 7월 10일 : 2개 이상 시·도에 걸쳐 있는 도로로 경명대로를 고시[1]

## 주요 경유지
인천광역시
- 서구 (검암경서동 - 연희동) - 계양구 (계산동 - 계양동)

경기도
- 부천시 오정구 오정동

## 노선
| 이름                                | 접속 노선                          | 소재지       | 소재지                 | 비고                                      |
| ----------------------------------- | ---------------------------------- | ------------ | ---------------------- | ----------------------------------------- |
| 경서동 (장도)                       | 로봇랜드로 정서진남로              | 인천광역시   | 서구                   |                                           |
| 북인천 나들목                       | 130호선 인천국제공항고속도로       | 인천광역시   | 서구                   | 경서동 방면 진입 불가 부천 방면 진출 불가 |
| 북인천IC입구사거리 (북인천지하차도) | 청라대로 환경로                    | 인천광역시   | 서구                   |                                           |
| 경서삼거리                          | 국가지원지방도 제84호선 (중봉대로) | 인천광역시   | 서구                   | 국가지원지방도 제84호선 구간              |
| 아시아드사거리 (연희지하차도)       | 국가지원지방도 제84호선 (봉수대로) | 인천광역시   | 서구                   | 국가지원지방도 제84호선 구간              |
| 빈정내사거리                        | 승학로                             | 인천광역시   | 서구                   |                                           |
| 공촌사거리 (아시아드경기장역)       | 서곶로                             | 인천광역시   | 서구                   |                                           |
| 징매이고개생태터널                  |                                    | 인천광역시   | 서구                   |                                           |
| 계양구                              |                                    | 인천광역시   |                        |                                           |
| KT&G 북인천지사                     | 계산로 계양산로                    | 인천광역시   |                        |                                           |
| 계산삼거리                          | 계양대로                           | 인천광역시   |                        |                                           |
| 계산역                              | 주부토로                           | 인천광역시   |                        |                                           |
| 임학사거리 (임학지하차도)           | 오조산로 장제로                    | 인천광역시   |                        |                                           |
| (임학지하차도앞사거리)              | 용종로                             | 인천광역시   |                        |                                           |
| 용종사거리                          | 서부간선로                         | 인천광역시   |                        |                                           |
| 신용종교                            |                                    | 인천광역시   |                        |                                           |
| 계양 나들목                         | 100호선 수도권제1순환고속도로      | 인천광역시   |                        |                                           |
| 박촌교                              |                                    | 인천광역시   |                        |                                           |
| 부천시                              | 오정구                             |              |                        |                                           |
| 부천시                              | 오정구                             | 박촌교삼거리 | 국도 제39호선 (벌말로) |                                           |

## 주요 건물 및 시설
- LG전자 인천캠퍼스 (인천광역시 서구 경명대로 322)
- 서부교육지원청 (인천광역시 서구 경명대로 713)
- 인천광역시교통연수원 (인천광역시 계양구 경명대로 990)
- 인천계산초등학교 (인천광역시 계양구 경명대로 1005)
- KT&G 북인천지사 (인천광역시 계양구 경명대로 1011)
- 인천계산동우체국 (인천광역시 계양구 경명대로 1053)
- 계산역 (인천광역시 계양구 경명대로 지하1089)
- 한국도로공사 인천지사 (인천광역시 계양구 경명대로 1322)

## 같이 보기
- 검단-경명로 간 도로